# Svilnati dren
Svilnati dren (znanstveno ime Cornus sericea) je nizko listopadno drevo ali grm iz družine drenovk, ki se pogosto sadi kot okrasno drevo.

## Opis
Svilnati dren zraste od 1,5 do 4 m visoko in ima krošnjo premera od 3 do 5 m. Poganjki so temno rdeče barve. Listi so podolgovato suličasti, dolgi od 5 do 12 cm in široki od 2,5 do 6 cm. Na veje so nameščeni navzkrižno. Imajo 5 do 7 parov žil, ki potekajo v loku. Zgornja listna ploskev je temno zelena, spodnja pa bleščeča. Jeseni se obarvajo svetlo rdeče ali vijolično. Cvetovi majhni in imajo štiri bele venčne liste. Zbrani so v gručasta socvetja s premerom od 3 do 6 cm. Plodovi imajo premer od 5 do 9 mm in so bele barve. Svilnati dren se močno širi s poganjki, ki izraščajo iz korenin.

## Podvrste
Priznani sta dve podvrsti:
- Cornus sericea subsp. sericea
- Cornus sericea subsp. occidentalis (Torr. & A.Gray) Fosberg

## Uporaba
V ZDA in Kanadi se svilnati dren sadi na rečne bregove, saj njegove goste korenine preprečujejo erozijo bregov.
Nekatera plemena severnoameriških staroselcev so plodove uporabljala kot zdravilo proti prehladu ter za upočasnjevanje krvavenja.
Nekatera plemena, med njimi tudi Lakota so notranjo plast skorje svilnatega drena uporabljala podobno kot tobak, bodisi samo, bodisi v kombinaciji z nekaterimi drugimi rastlinami. Pleme Ojibwe je iz notranjega dela skorje in tobaka izdelovalo mešanico, imenovano kinnikinnick, bolj zahodno živeča plemena pa so mešanici dodajala še plodove različnih gornikov.